# ناتالي ماسترز
ناتالي ماسترز (بالإنجليزية: Natalie Masters)‏ هي ممثلة أمريكية، ولدت في 1915، وتوفيت في 9 فبراير 1986.

## وصلات خارجية
- ناتالي ماسترز على موقع IMDb (الإنجليزية)
- ناتالي ماسترز على موقع قاعدة بيانات الفيلم (الإنجليزية)